# 南町 (金沢市)
南町（みなみちょう）は、石川県金沢市の地名。郵便番号は920-0919。全域で住居表示実施済。地元では「みなみちょう」というアクセントで発音されている。

## 地理
国道157号（百万石通り）が南北に通り、武蔵ヶ辻と香林坊の中間に位置している。

## 歴史

### 町の形成と発展

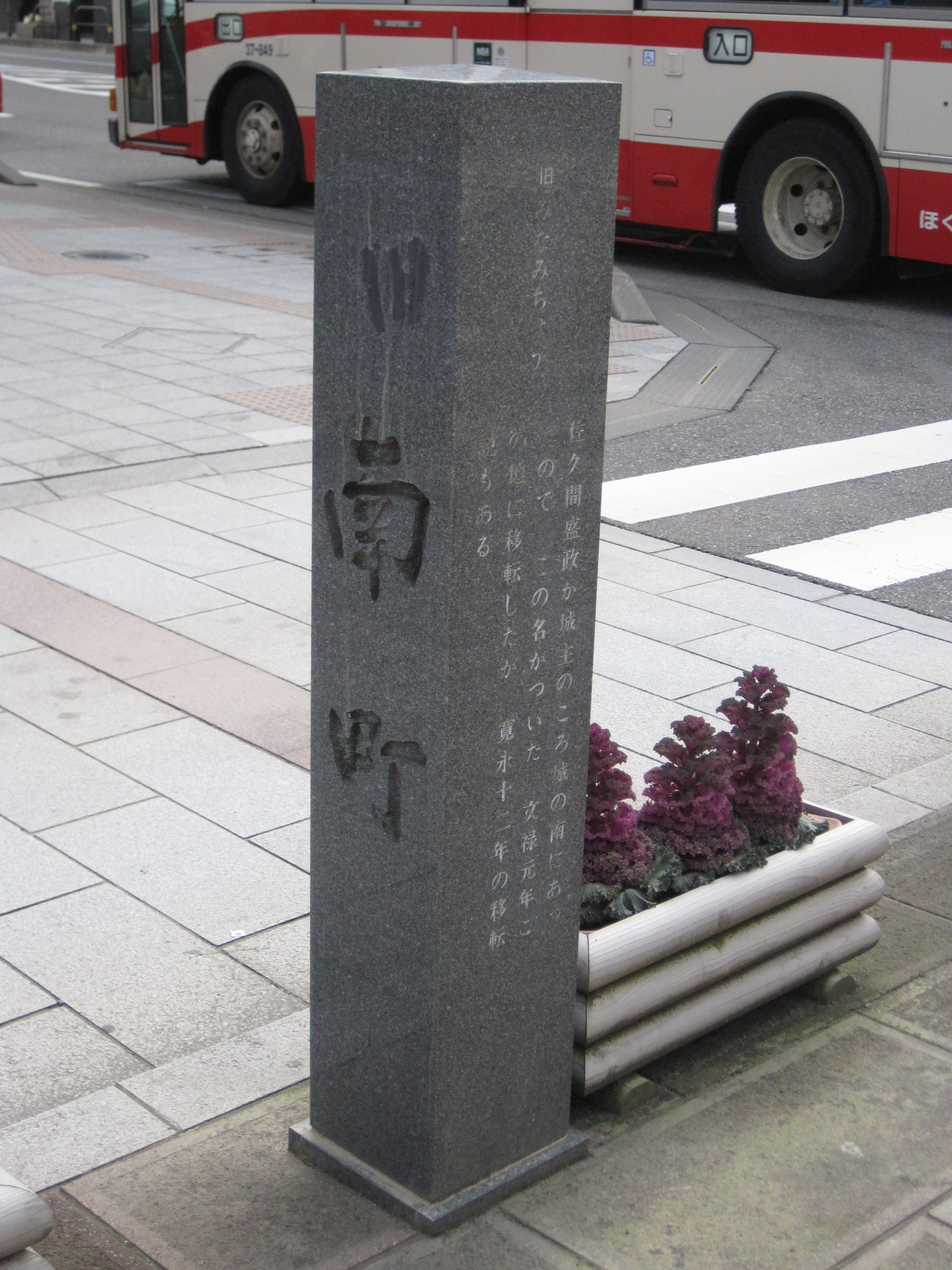
尾山神社参道にある旧南町の石碑

金沢市で永禄年間に一向宗が金沢御堂（かなざわみどう）を拠点に寺内町を形成してできたという。金沢御堂の南側に位置していたのが町名の由来とされる。
明治時代に入ると第一国立銀行や保険会社が並ぶようになり、金融街としての位置付けがされるようになる。太平洋戦争後は金沢市内でも有数のオフィス街に発展を遂げる。現在では200以上の事業所が本支店を構えている。

### 町名の廃止と復活
戦国時代から続く「南町」は、1965年および1966年に住居表示制度により香林坊1丁目・2丁目、尾山町、高岡町に分割されて一度消滅する。しかし、町名が消滅したのちも、国道157号の交差点名や北陸鉄道のバス停名に「南町」という名称は残り、汎称地名として使われ続けた。
平成時代になって、これまで主計町などを復活させてきた金沢市による旧町名復活運動がこの南町にも着目することになる。2008年1月に、金沢市旧町名復活審議会が南町の復活を答申し、同年11月1日に「南町」が復活した。オフィス街で旧町名が復活したのは初めてである。なお、復活にあたってはコミュニティ組織を単位としたため、かつての町域とは少々異なっている

## 町域の変遷
| 実施後 | 実施年                    | 実施前                                           |
| ------ | ------------------------- | ------------------------------------------------ |
| 南町   | 2008年（平成20年）11月1日 | 香林坊1丁目、香林坊2丁目、高岡町、尾山町の各一部 |

## 世帯数と人口
2024年（平成6年）4月1日時点の世帯数と人口は以下のとおりである。なお、上堤町を合算している値になっている。
| 町丁 | 世帯数 | 人口 |
| ---- | ------ | ---- |
| 南町 | 28世帯 | 40人 |

## 小・中学校の学区
市立小・中学校に通う場合、学区は以下のとおりとなる。
| 番・番地等 | 小学校             | 中学校             |
| ---------- | ------------------ | ------------------ |
| 全域       | 金沢市立中央小学校 | 金沢市立長町中学校 |

## 交通

### バス
北陸新幹線の開業に先立ち、北鉄バスでは2014年12月1日にバス停名称を南町から南町・尾山神社に変更した。
- 北鉄バス（北陸鉄道・北鉄金沢バス・北鉄白山バス）・西日本ジェイアールバス　南町・尾山神社バス停

## 施設

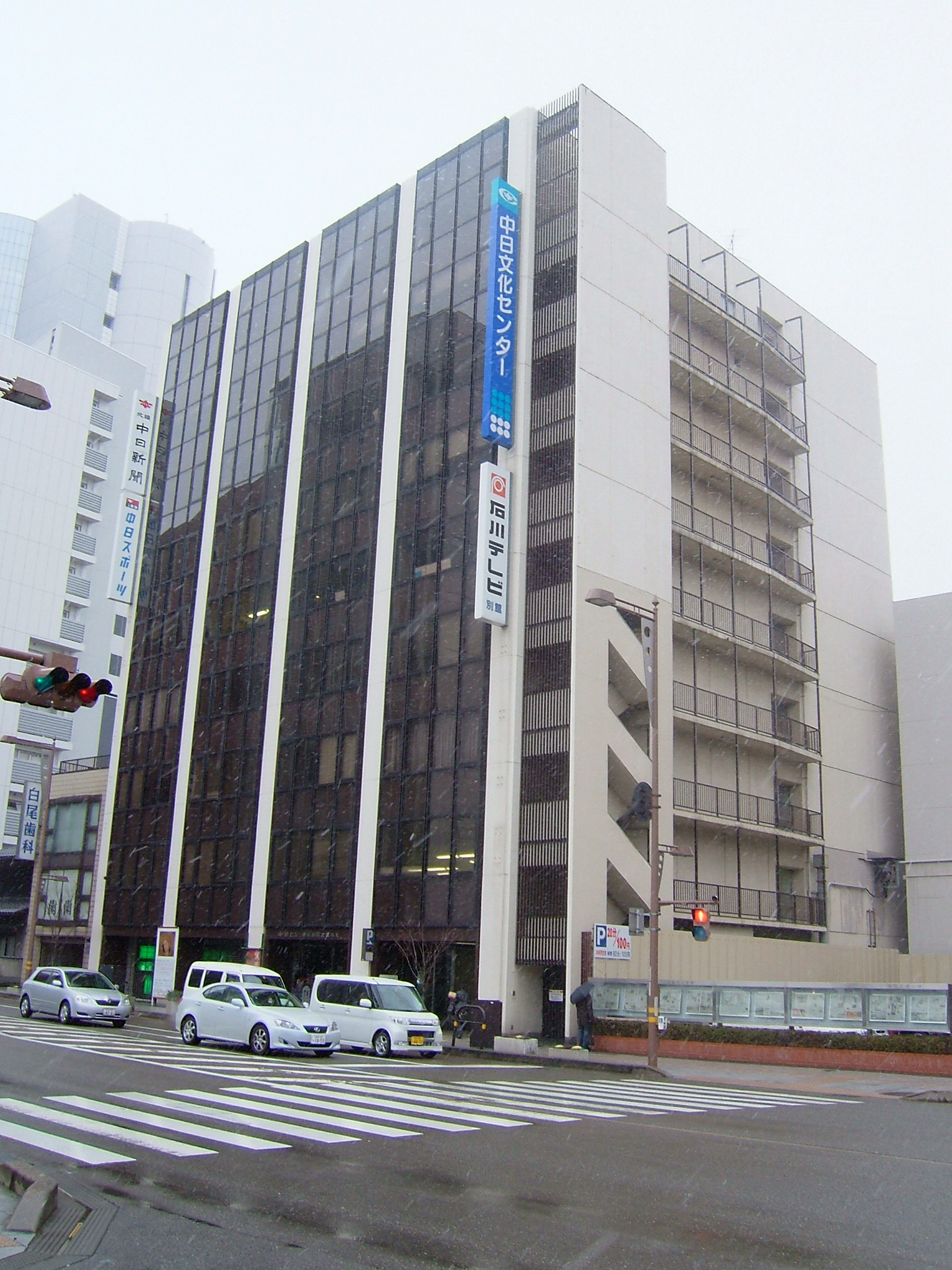
現存しない旧金沢中日ビル（旧中日新聞北陸本社）

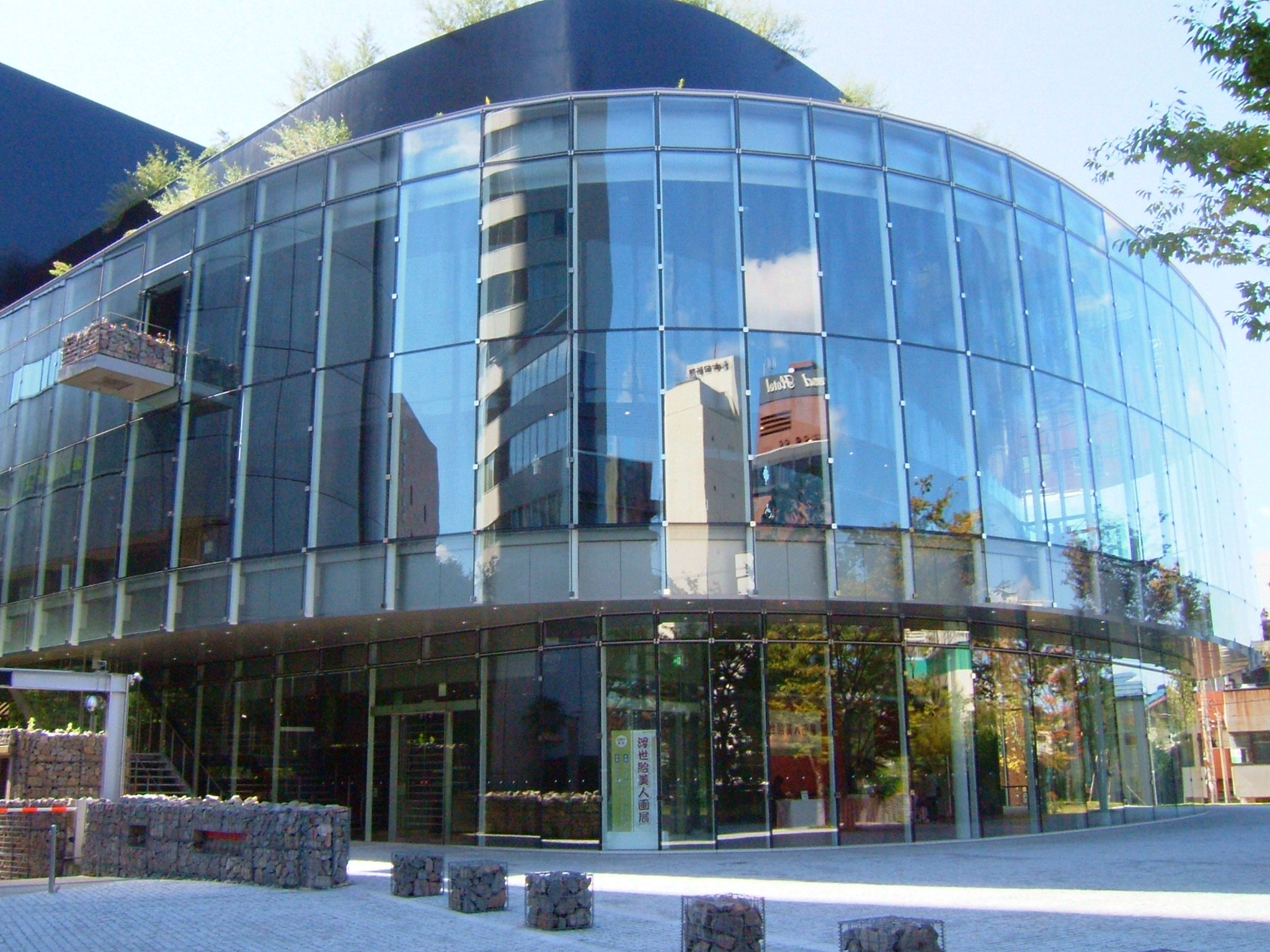
北國新聞赤羽ホール

主要なもののみ記載。
- 金沢信用金庫本店
- 日本政策金融公庫金沢支店
- 北陸銀行金沢支店
- 富山第一銀行金沢支店
- SMBC日興証券金沢支店
- 東海東京証券金沢支店
- 北日本放送金沢支社
- 金沢ニューグランドホテル
- 金沢市文化ホール（高岡町）
- 北國新聞会館
  - 北國新聞社
  - 金沢ケーブル（本社）
  - ラジオかなざわ
  - ネスク
  - ショセキ
  - 共同通信社金沢支局
- 北國新聞赤羽ホール
- 一村産業本店

### 教育
- 双葉保育園
- 双葉第二保育園

### かつて存在した施設
- 中日新聞北陸本社・金沢中日ビル
  - 北陸中日新聞
- 石川テレビ放送別館・石川さんカフェ
- 富山テレビ放送金沢支社
- 新生銀行金沢支店